# پارک سو-یئون (خواننده)
پارک سو-یون (به کره‌ای: 박소연)، متولد شده با نام پارک این جانگ (به کره‌ای: 박인정) (زاده ۵ اکتبر ۱۹۸۷) همچنین معرفی شده با نام سویئون (به کره‌ای: 소연)، خواننده، بازیگر اهل کره جنوبی است. او یکی از اعضای سابق گروه تی-آرا بود.